# Olympische Sommerspiele 1996/Teilnehmer (Hongkong)
| Gelbes Symbol für Goldmedaillen mit stilisierten Olympischen Ringen | Graues Symbol für Silbermedaillen mit stilisierten Olympischen Ringen | Braundes Symbol für Bronzemedaillen mit stilisierten Olympischen Ringen |
| ------------------------------------------------------------------- | --------------------------------------------------------------------- | ----------------------------------------------------------------------- |
| 1                                                                   | —                                                                     | —                                                                       |

Hongkong nahm bei den Olympischen Sommerspielen 1996 in Atlanta zum elften Mal an Olympischen Sommerspielen teil. Es war die letzte Teilnahme als britische Kronkolonie, bevor am 1. Januar 1997 Hongkong durch Großbritannien an die Volksrepublik China zurückgegeben werden sollte. Die Mannschaft bestand aus 23 Sportlern, von denen 14 männlich und neun weiblich waren. Sie starteten in 25 Wettbewerben in zehn Sportarten. Während der Eröffnungsfeier am 19. Juli 1996 trug die Leichtathletin Chan Sau Ying die Flagge Hongkongs in das Olympiastadion.

## Medaillengewinner
Mit einer gewonnenen Goldmedaille belegte das Team Hongkongs Platz 49 im Medaillenspiegel. Es war der erste Olympiasieg für Hongkong wie auch der erste Medaillengewinn überhaupt.

### Gold
- Lee Lai Shan: Segeln, Windsurfen

## Teilnehmer
Jüngster Teilnehmer war der Wasserspringer Ng Sui mit 15 Jahren und 339 Tagen, der älteste der Schütze Cheng Shu Ming mit 50 Jahren und 238 Tagen.
| Name           | Alter | Geschlecht | Sportart       | Resultat(e) |
| -------------- | ----- | ---------- | -------------- | --- |
| Chai Po Wa     | 30    | weiblich   | Tischtennis    | Rd. der letzten 16 im Einzel, Viertelfinale im Doppel                                                                                 |
| Chan Kong Wah  | 34    | männlich   | Tischtennis    | Platz 9 im Doppel |
| Chan Oi Ni     | 30    | weiblich   | Badminton      | Platz 17 im Mixed |
| Chan Sau Ying  | 25    | weiblich   | Leichtathletik | Platz 7 im ersten Vorlauf über 100 Meter Hürden                                                                                       |
| Chan Siu Kwong | 30    | männlich   | Badminton      | Platz 17 im Doppel |
| Chan Tan Lui   | 27    | weiblich   | Tischtennis    | Platz 5 im Einzel; Platz 5 im Doppel                                                                                                  |
| Chan Yuk Wah   | 32    | männlich   | Segeln         | Platz 36 im 470er |
| Cheng Shu Ming | 50    | männlich   | Schießsport    | Platz 49 im Trap |
| Cheung Mei Han | 30    | weiblich   | Segeln         | Platz 20 im 470er |
| Hai Po Wa      | 30    | weiblich   | Tischtennis    | Platz 9 im Einzel; Platz 5 im Doppel                                                                                                  |
| He Tim         | 34    | männlich   | Badminton      | Platz 17 im Doppel; Platz 17 im Mixed                                                                                                 |
| Kwok Kimi Ming | 19    | männlich   | Schwimmen      | Platz 29 über 400 Meter Freistil; Platz 34 über 200 Meter Schmetterling; Platz 29 über 200 Meter Lagen; Platz 20 über 400 Meter Lagen |
| Lee Lai Shan   | 25    | weiblich   | Segeln         | Gold im Windsurfen |
| Li Kai Yien    | 23    | männlich   | Schwimmen      | Platz 42 über 50 Meter Freistil; Platz 42 über 100 Meter Freistil; Platz 50 über 100 Meter Schmetterling                              |
| Lo Chuen Tsung | 32    | männlich   | Tischtennis    | Platz 33 im Einzel; Platz 9 im Doppel                                                                                                 |
| Ng Sui         | 15    | männlich   | Wasserspringen | Platz 33 vom Turm |
| Pang Wang Yiu  | 18    | weiblich   | Schwimmen      | Platz 41 über 100 Meter Brust |
| Andrew Service | 35    | männlich   | Segeln         | Platz 36 im 470er |
| Michael Tse    | 32    | männlich   | Rudern         | Platz 21 im Einer |
| Tung Chun Mei  | 22    | weiblich   | Segeln         | Platz 20 im 470er |
| Wong Kam Po    | 23    | männlich   | Radsport       | Straßenrennen |
| Wong Tak Sum   | 31    | männlich   | Segeln         | Platz 28 im Windsurfen |
| Wu Ching       | 22    | weiblich   | Judo           | Platz 20 im Halb-Mittelgewicht |
| Yang Fung      | 27    | männlich   | Segeln         | Platz 46 im Laser |